# Johannes van Hout
Johannes Klaas van Hout (Balk, 23 januari 1905 – Sneek, 12 juni 1972) was een Nederlands burgemeester.
Van Hout begon zijn ambtelijke carrière in 1921 bij de gemeentesecretarie van Gaasterland, waar zijn vader gemeentesecretaris was. Daarna was hij werkzaam in Bolsward waar hij hoofdcommies en ten slotte waarnemend secretaris was.
Hij werd aan het eind van de Tweede Wereldoorlog gevraagd voor de functie van waarnemend burgemeester van Hennaarderadeel, op 1 mei 1946 werd hij bevestigd als burgemeester. Vervolgens was hij vanaf 1957 burgemeester van Wymbritseradeel. Op 30 januari 1970 ging hij met pensioen. Hij overleed twee jaar later in het ziekenhuis in Sneek, nadat er twee weken na een operatie complicaties optraden. 
Drie broers van Van Hout werden ook burgemeester: Bauke in Marken (1952), Thijs in Stavoren (1956) en Henk in Gramsbergen (1958). Hij was lid van de CHU en was ridder in de Orde van Oranje-Nassau. Een zoon van Johannes, Piet van Hout, werd eveneens burgemeester van Hasselt (1972) en Elburg (1983). 